# 라인하르트 조르게
라인하르트 조르게(Reinhard Sorge, 1892년 1월 29일 ~ 1916년 7월 20일)은 독일의 시인이자 극작가다.
<거지>(1910)는 부자(父子)간의 대립을 그린 것인데, 기성사회의 부정과 새로운 창조의 대망을 절규하는 일인칭의 희곡으로 표현주의극(表現主義劇)의 선구가 되었다. 
제1차 세계 대전 당시 독일 제국군에 징집되어 솜 전투에 참여했으며, 1916년 여름 전사했다.